# Inline-Skaterhockey-Bundesliga 2011
Die Saison 2011 ist die 16. Spielzeit der Inline-Skaterhockey-Bundesliga. Dabei wird zum 26. Mal ein Deutscher Meister ermittelt. Ausrichter ist die Sportkommission Inline-Skaterhockey Deutschland im Deutschen Rollsport und Inline-Verband. Die Hauptrunde startete am 19. Februar 2011. Zur Saison 2012 werden die Nord- und Südstaffeln zu einer eingleisigen 1. Bundesliga zusammengeführt. Dafür qualifizieren sich jeweils die Mannschaften auf den Plätzen 1 bis 5. Die Mannschaften auf Platz 6 spielen eine Relegation mit je einem Hin- und Rückspiel, ebenso die beiden Meister aus der 2. Bundesliga Nord und Süd. Deutscher Meister wurde der TV Augsburg, der sich im Play-off-Finale gegen die Duisburg Ducks durchsetzte. Damit ging der Meistertitel erstmals überhaupt nach Bayern und nicht an eine Mannschaft aus Nordrhein-Westfalen.

## Teilnehmer

### 1. Bundesliga Nord
Die 1. Bundesliga Nord umfasst zehn Mannschaften mit dem Aufsteiger aus der 2. Bundesliga Nord, die Bochum Lakers.
| Klub                   | Standort           | Vorjahr                   | Play-offs                 |
| ---------------------- | ------------------ | ------------------------- | ------------------------- |
| Ahauser Maidy Dogs     | Ahaus              | 9. Nord                   | -                         |
| Bochum Lakers          | Bochum             | 1. der 2. Bundesliga Nord | 1. der 2. Bundesliga Nord |
| MO Buffalos Berlin     | Berlin             | 7. Nord                   | -                         |
| Bissendorfer Panther   | Wedemark           | 1. Nord                   | Halbfinale                |
| Duisburg Ducks         | Duisburg           | 3. Nord                   | Viertelfinale             |
| SHC Rockets Essen 1985 | Essen              | 5. Nord                   | -                         |
| Samurai Iserlohn       | Iserlohn           | 4. Nord                   | Viertelfinale             |
| Highlander Lüdenscheid | Lüdenscheid        | 2. Nord                   | Halbfinale                |
| Crefelder SC           | Krefeld            | 8. Nord                   | -                         |
| Mendener Mambas        | Menden (Sauerland) | 6. Nord                   | -                         |

### 1. Bundesliga Süd
Die 1. Bundesliga Süd umfasst zehn Mannschaften mit dem Aufsteiger aus der 2. Bundesliga Süd, die IVA Rhein Main Patriots.
| Klub                      | Standort             | Vorjahr                  | Play-offs                |
| ------------------------- | -------------------- | ------------------------ | ------------------------ |
| TV Augsburg               | Augsburg             | 1. Süd                   | Vizemeister              |
| IHC Atting                | Straubing            | 8. Süd                   | -                        |
| Rhein-Main Patriots       | Niddatal             | 1. der 2. Bundesliga Süd | 1. der 2. Bundesliga Süd |
| Düsseldorf Rams           | Düsseldorf           | 5. Süd                   | -                        |
| Freiburg Beasts           | Freiburg im Breisgau | 7. Süd                   | -                        |
| Crash Eagles Kaarst       | Kaarst               | 6. Süd                   | -                        |
| HC Köln-West Rheinos      | Köln                 | 2. Süd                   | Deutscher Meister        |
| TSV Schwabmünchen Mammuts | Schwabmünchen        | 3. Süd                   | Viertelfinale            |
| Badgers Spaichingen       | Spaichingen          | 9. Süd                   | -                        |
| Uedesheim Chiefs          | Neuss                | 4. Süd                   | Viertelfinale            |

## Modus
Die Staffeln Nord und Süd gehen mit jeweils zehn Mannschaften an den Start. Innerhalb jeder Staffel trifft jede Mannschaft in Hin- und Rückspiel auf jede andere Mannschaft. Für einen Sieg gibt es zwei Punkte, für ein Unentschieden einen Punkt. Bei Punktgleichheit zum Ende der Hauptrunde entscheidet der direkte Vergleich über die Rangfolge. Die ersten vier Mannschaften jeder Staffel erreichen die Play-offs. Neben diesen acht Mannschaften qualifizieren sich auch die beiden Mannschaften auf den Rängen fünf beider Staffeln für die ab 2012 eingleisige Bundesliga. Die Mannschaften auf den Rängen sechs beider Staffeln ermitteln in Relegationsspielen einen weiteren Teilnehmer an der Bundesliga-Saison 2012. Der zwölfte Platz wird in einer weiteren Relegationsserie zwischen den Meistern der 2. Bundesligen Nord und Süd ermittelt. Der Verlierer der Relegations der Tabellensechsten und alle Mannschaften ab den Rängen sieben abwärts steigen in die 2. Bundesliga ab. Der Sieger der Play-offs ist Deutscher Meister.

## Vorrunde

### 1. Bundesliga Nord
|     | Mannschaft             | Sp | S  | U | N  | Tore    | +/-  | P  |
| --- | ---------------------- | -- | -- | - | -- | ------- | ---- | -- |
| 1.  | Highlander Lüdenscheid | 18 | 14 | 1 | 3  | 153:094 | +059 | 29 |
| 2.  | Bissendorfer Panther   | 18 | 13 | 2 | 3  | 155:081 | +074 | 28 |
| 3.  | Duisburg Ducks         | 18 | 12 | 0 | 6  | 142:096 | +046 | 24 |
| 4.  | Samurai Iserlohn       | 18 | 12 | 0 | 6  | 150:129 | +021 | 24 |
| 5.  | Crefelder SC           | 18 | 9  | 0 | 9  | 148:120 | +028 | 18 |
| 6.  | SHC Rockets Essen      | 18 | 8  | 2 | 8  | 129:131 | −002 | 18 |
| 7.  | MO Buffalos Berlin     | 18 | 7  | 1 | 10 | 150:127 | +023 | 15 |
| 8.  | Mendener Mambas        | 18 | 5  | 2 | 11 | 115:149 | −034 | 12 |
| 9.  | Ahauser Maidy Dogs     | 18 | 5  | 0 | 13 | 088:131 | −043 | 10 |
| 10. | Bochum Lakers          | 18 | 1  | 0 | 17 | 076:248 | −172 | 2  |

### 1. Bundesliga Süd
|     | Mannschaft                | Sp | S  | U | N  | Tore    | +/- | P  |
| --- | ------------------------- | -- | -- | - | -- | ------- | --- | -- |
| 1.  | TV Augsburg               | 18 | 16 | 1 | 1  | 156:080 | +76 | 33 |
| 2.  | HC Köln-West Rheinos      | 18 | 14 | 0 | 4  | 157:080 | +77 | 28 |
| 3.  | Düsseldorf Rams           | 18 | 9  | 3 | 6  | 107:104 | +03 | 21 |
| 4.  | Rhein-Main Patriots*      | 18 | 9  | 2 | 7  | 116:120 | −04 | 20 |
| 5.  | Uedesheim Chiefs*         | 18 | 10 | 0 | 8  | 137:110 | +27 | 20 |
| 6.  | Crash Eagles Kaarst       | 18 | 8  | 1 | 9  | 125:115 | +10 | 17 |
| 7.  | Freiburg Beasts           | 18 | 7  | 1 | 10 | 118:138 | −20 | 15 |
| 8.  | TSV Schwabmünchen Mammuts | 18 | 4  | 2 | 12 | 093:140 | −47 | 10 |
| 9.  | Badgers Spaichingen       | 18 | 5  | 0 | 13 | 089:136 | −47 | 10 |
| 10. | IHC Atting                | 18 | 2  | 2 | 14 | 084:159 | −75 | 6  |

- * Direkter Vergleich

## Play-offs
Die Play-off-Spiele werden im Modus „Best of Three“ ausgetragen.

### Play-off-Baum
|  | Viertelfinale | Viertelfinale           | Viertelfinale           |   |                | Halbfinale | Halbfinale | Halbfinale |  |  | Finale | Finale | Finale |
|  |               |                         |                         |   |                |            |            |            |  |  |        |        |        |
|  | 1             | Highlander Lüdenscheid  | 0                       |   |                |            |            |            |  |  |        |        |        |
|  | 4             | IVA Rhein Main Patriots | 2                       |   |                |            |            |            |  |  |        |        |        |
|  | 4             | IVA Rhein Main Patriots | 2                       |   | Duisburg Ducks | 2          |            |            |  |  |        |        |        |
|  |               |                         |                         |   | Duisburg Ducks | 2          |            |            |  |  |        |        |        |
|  |               |                         | IVA Rhein Main Patriots | 0 |                |            |            |            |  |  |        |        |        |
|  | 2             | HC Köln-West Rheinos    | IVA Rhein Main Patriots | 0 | 0              |            |            |            |  |  |        |        |        |
|  | 2             | HC Köln-West Rheinos    |                         |   |                |            |            |            |  |  |        |        |        |
|  | 3             | Duisburg Ducks          | 2                       |   |                |            |            |            |  |  |        |        |        |
|  | 3             | Duisburg Ducks          | 2                       |   | TV Augsburg    | 2          |            |            |  |  |        |        |        |
|  |               |                         |                         |   | TV Augsburg    | 2          |            |            |  |  |        |        |        |
|  |               |                         | Duisburg Ducks          | 0 |                |            |            |            |  |  |        |        |        |
|  | 2             | Bissendorfer Panther    | Duisburg Ducks          | 0 | 2              |            |            |            |  |  |        |        |        |
|  | 2             | Bissendorfer Panther    |                         |   |                |            |            |            |  |  |        |        |        |
|  | 3             | Düsseldorf Rams         | 1                       |   |                |            |            |            |  |  |        |        |        |
|  | 3             | Düsseldorf Rams         | 1                       |   | TV Augsburg    | 2          |            |            |  |  |        |        |        |
|  |               |                         |                         |   | TV Augsburg    | 2          |            |            |  |  |        |        |        |
|  |               |                         | Bissendorfer Panther    | 1 |                |            |            |            |  |  |        |        |        |
|  | 1             | TV Augsburg             | Bissendorfer Panther    | 1 | 2              |            |            |            |  |  |        |        |        |
|  | 1             | TV Augsburg             |                         |   |                |            |            |            |  |  |        |        |        |
|  | 4             | Samurai Iserlohn        | 1                       |   |                |            |            |            |  |  |        |        |        |

### Viertelfinale
|                        |   |                         | Serie | 1    | 2           | 3   |
| ---------------------- | - | ----------------------- | ----- | ---- | ----------- | --- |
| Highlander Lüdenscheid | – | IVA Rhein Main Patriots | 0:2   | 7:10 | 5:7         | -   |
| HC Köln-West Rheinos   | – | Duisburg Ducks          | 0:2   | 4:5  | 7:9         | -   |
| Bissendorfer Panther   | – | Düsseldorf Rams         | 2:1   | 7:3  | 4:5         | 8:4 |
| TV Augsburg            | – | Samurai Iserlohn        | 2:1   | 8:2  | 12:13 n. P. | 8:6 |

### Halbfinale
|                |   |                         | Serie | 1   | 2    | 3          |
| -------------- | - | ----------------------- | ----- | --- | ---- | ---------- |
| Duisburg Ducks | - | IVA Rhein Main Patriots | 2:0   | 6:4 | 11:2 | -          |
| TV Augsburg    | – | Bissendorfer Panther    | 2:1   | 9:4 | 2:7  | 11:5 n. V. |

### Finale
|             |   |                | Serie | 1   | 2   | 3 |
| ----------- | - | -------------- | ----- | --- | --- | - |
| TV Augsburg | – | Duisburg Ducks | 2:0   | 6:4 | 5:4 | - |

## Relegation
Die Mannschaften auf den Rängen sechs beider Staffeln, die Rockets Essen und die Crash Eagles Kaarst, treffen in Hin- und Rückspiel aufeinander. Der in der Addition siegreiche Vereine verbleibt in der 1. Bundesliga, der Verlierer steigt in die 2. Bundesliga ab. Außerdem war vorgesehen, dass die Meister der 2. Bundesligen Nord und Süd in einer Relegationsserie in Hin- und Rückspiel aufeinandertreffen. Da aber der Meister der Nord-Staffel, die Rostocker Nasenbären, sowie die nachrückberechtigten Vereine auf Rang zwei und drei (Salt City Boars Lüneburg und Bremerhaven Whales) auf eine Teilnahme an der Relegation verzichteten, ging der Platz an den Zweiten der 2. Bundesliga Süd, den HC Merdingen über, der damit auf den Süd-Meister TSV Bernhardswald trifft. Der Sieger steigt in die 1. Bundesliga auf, der Verlierer verbleibt in der 2. Bundesliga.
Die Relegation wurde aber am Tag des Rückspiels zwischen Essen und Kaarst hinfällig, da der TSV Bernhardswald als Sieger der Aufstiegsspiele der Zweitligisten seinen Verzicht erklärte, da man die Aufnahmebedingungen (Halle als Spielort) nicht erfüllen konnte. Da auch der HC Merdingen als unterlegener Verein verzichtete, bleibt Kaarst als Verlierer der Relegation der Erstliga-Sechsten ebenso wie Sieger Essen in der 1. Bundesliga.
|               |   |                     | Gesamt | Hin  | Rück |
| ------------- | - | ------------------- | ------ | ---- | ---- |
| Rockets Essen | – | Crash Eagles Kaarst | 24:15  | 15:5 | 9:10 |
| HC Merdingen  | – | TSV Bernhardswald   | 13:15  | 8:9  | 5:6  |

## Pokalsieger
Im Endspiel um den Deutschen Inline-Skaterhockey-Pokal 2011 gewannen die Duisburg Ducks am 11. Dezember 2011 gegen die Samurai Iserlohn in Krefeld mit 6:5 nach Penaltyschießen.